# Elisabeth Noelle-Neumann

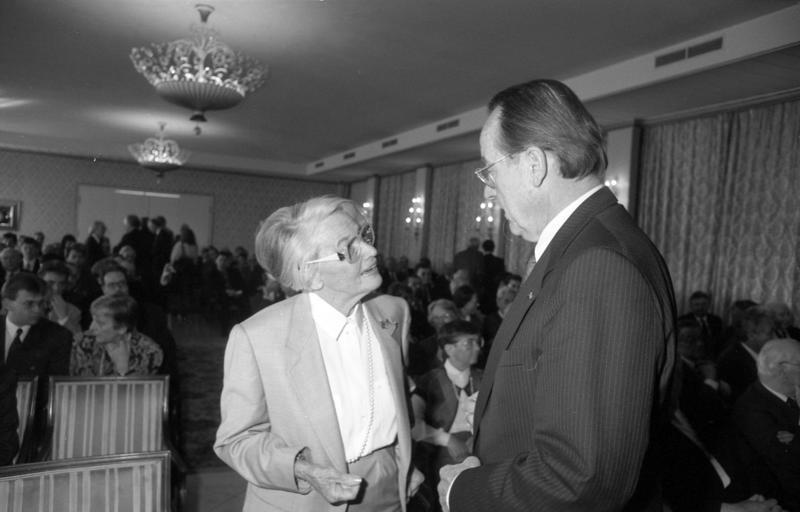
Elisabeth Noelle-Neumann accanto a Otto Schlecht

Elisabeth Noelle-Neumann (Berlino, 19 dicembre 1916 – Allensbach, 25 marzo 2010) è stata una sociologa tedesca, professoressa emerita di scienze della comunicazione all'Università di Magonza.

## Biografia
Figlia di Ernst Noelle e Eva Schaper, nel 1947 fondò insieme a suo marito, Erich Peter Neumann, l'Istituto di Demoscopia di Allensbach (Institut für Demoskopie Allensbach - IfD) e ne è alla guida sino alla sua morte. Questo fu tra l'altro il primo istituto di ricerca d'opinione in Germania. Il piccolo istituto si evolse negli anni in un'importante istituzione tedesca, soprattutto grazie ai metodi di ricerca quantitiva attraverso questionari importati dagli Stati Uniti. A partire dal 1989 entrò a far parte della gestione dell'istituto anche la Dr. Renate Köcher.
Dal 1961 al 1964 Noelle-Neumann lavorò come ricercatrice presso la Freie Universität di Berlino. Nel 1964 divenne professoressa all'università di Magonza, dove pose le basi dell'istituto di scienze della comunicazione, il quale gestisce a partire dal 1983, anno della sua emeritazione.
Dal 1968 al 1970 è stata presidente della Deutschen Gesellschaft für Publizistik- und Kommunikationswissenschaft, dal 1978 al 1980 presidente della World Association for Public Opinion Research (WAPOR), e dal 1980 al 1991 è stata membro della Fondazione di Studio del Popolo Tedesco. Dal 1978 al 1991 fu più volte professoressa ospite presso l'università di Chicago e nel 1993/94 presso l'università di Monaco. Dal 1989 è co-curatrice dell'International Journal of Public Opinion Research (IJpor), che viene pubblicato dal WAPOR.
Negli anni Settanta ha elaborato la teoria della Spirale del Silenzio la quale si basa sull'osservazione che il costante, contemporaneo, ridondante e contorto afflusso di notizie da parte dei media può, col passare del tempo, causare un'incapacità nel pubblico di selezionare e comprendere i processi di percezione e di influenza dei media.

## Letteratura
- Esther Priwer:  Nazi exchange students at the University of Missouri In: The Menorah Journal, 1938, vol. 26, issue 3, Page 353-361
- Elisabeth Noelle-Neumann as Nazi propagandist in US newspapers, 1938

## Saggistica
- 1984 La spirale del silenzio. Per una teoria dell'opinione pubblica. Trad italiana: 2002 - Meltemi editore